# Hal Fowler
Harold Arthur „Hal“ Fowler (* 12. Januar 1927 in Vermont; † 7. November 2000 in Tulare, Kalifornien) war ein US-amerikanischer Pokerspieler. Er wird als der erste nicht-professionelle Spieler betrachtet, der Pokerweltmeister wurde.

## Werdegang
Obwohl zu diesem Zeitpunkt relativ unbekannt, gewann Fowler 1979 das Main Event der World Series of Poker im Binion’s Horseshoe in Las Vegas. Zwischendurch hatte er von mehr als 500.000 Chips am Finaltisch mit Johnny Moss, Bobby Baldwin und anderen Weltklassespielern nur noch 2000 übrig. Es wird vermutet, dass Fowler nicht einmal das Startgeld von 10.000 US-Dollar bezahlen konnte, sondern dieses von Benny Binion leihen musste. Der Sieg brachte ihm ein Bracelet sowie ein Preisgeld von 270.000 US-Dollar ein. Im November 1984 gewann Fowler beim Grand Prix of Poker im Golden Nugget Las Vegas ein Turnier der Variante Seven Card Stud und sicherte sich den Hauptpreis von 76.000 US-Dollar. Anschließend erreichte er keine weitere Geldplatzierung bei einem Pokerturnier.
Fowler musste die Pokerszene verlassen, da er an Diabetes litt, die sowohl sein Augenlicht als auch seine Beine beeinträchtigte. Er starb am 7. November 2000 im Alter von 73 Jahren in Tulare.